# 港鐵巴士S1線
港鐵巴士S1綫為一條港鐵巴士臨時特別巴士路綫，由港鐵公司營運並租用其他巴士公司的車隊行走，以循環綫形式來往港鐵西鐵綫天水圍站及天恆邨之間。此綫於2005年起開辦，只會在每學年開學首數個上課天提供服務，免費接載乘客，以舒緩輕鐵的上學客流。

## 外部連結
- 香港巴士大典：港鐵巴士S1綫 （页面存档备份，存于）